# 克谢尼娅·索布恰克
克谢尼娅·阿纳托利耶夫娜·索布恰克（羅馬化：Kseniya Anatol'yevna Sobchak；1981年11月5日—），俄罗斯電視主持、真人秀节目制作人，被誉为“俄罗斯的帕丽斯·希尔顿”。，出生于苏联列宁格勒（今俄罗斯圣彼得堡），是俄罗斯政治家阿纳托利·索布恰克的女儿。

## 生平
1981年11月5日，克谢尼娅出生于苏联列宁格勒，后来在马林斯基剧院和埃尔米塔日博物馆的附属学校读书，大学在亚历山大·赫尔岑大学、圣彼得堡国立大学度过，2001年，她到莫斯科国立国际关系学院进修。1991年，克谢尼娅10岁，蘇聯解體後，他父亲成为了圣彼得堡市长，随后培养了弗拉基米尔·弗拉基米罗维奇·普京，而普京和克谢尼娅也成为了忘年交。然而當普京在2011年決定第三度參選總統，克谢尼娅挺身而出轉而反對他，參與反對派的集會。2004年，克谢尼娅出演了电影《Thieves and Prostitutes》，一个关于她的童年的真实故事。2006年，克谢尼娅组建了青年组织“所有人都自由”。2017年10月18日，宣布競逐年舉行的俄羅斯總統選舉。最終以1.68%的得票落選。2022年2月24日俄國入侵烏克蘭後，她發表聲明譴責。
同年10月26日，俄羅斯媒體報導稱，警方突擊搜查了索布恰克在莫斯科郊外的家，而索布恰克本人則離開俄羅斯前往立陶宛。索布恰克的媒體集團“Ostorozhno, Media”的商業總監基里爾·蘇哈諾夫因涉嫌敲詐勒索被捕，據報導，索布恰克本是此案的嫌疑人。立陶宛邊境官員說，索布恰克是持以色列護照抵達的，而索布查克稱此案是對她的編輯團隊的攻擊。

## 个人生活
2005年，克谢尼娅计划和美籍俄裔巨商、哈佛大学毕业生亚历山大·苏斯托罗维奇结婚，但是中途变卦，婚礼取消。2013年2月1日與俄羅斯演員马克西姆·维托尔甘（1972年9月19日-）結婚。2016年生下一子。2018年兩人離婚。此後，她又於2019年9月13日與戲劇導演康斯坦丁·博戈莫洛夫結婚。

## 作品

### 电视节目
- 《住宅2》（Dom-2）的制片人。

### 电影
- 《Thieves and Prostitutes》